# Murafa (Bohoduchiw)
Murafa (ukrainisch Мурафа) ist ein Dorf im Nordwesten der ukrainischen Oblast Charkiw mit etwa 2150 Einwohnern.

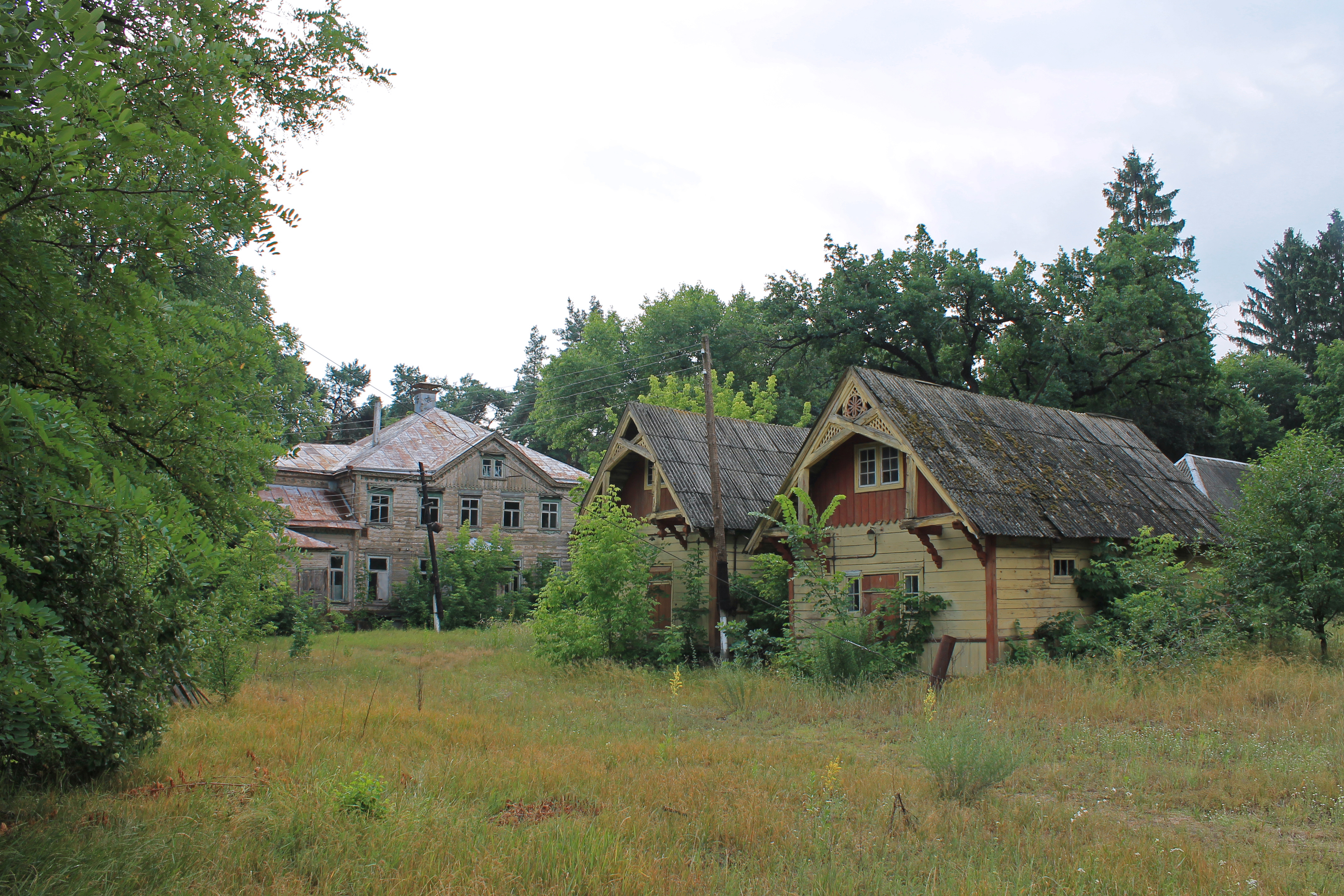
Ehemaliges Krankenhaus aus dem späten 19. Jahrhundert für die Zuckerfabrikarbeiter von Iwan Charitonenko

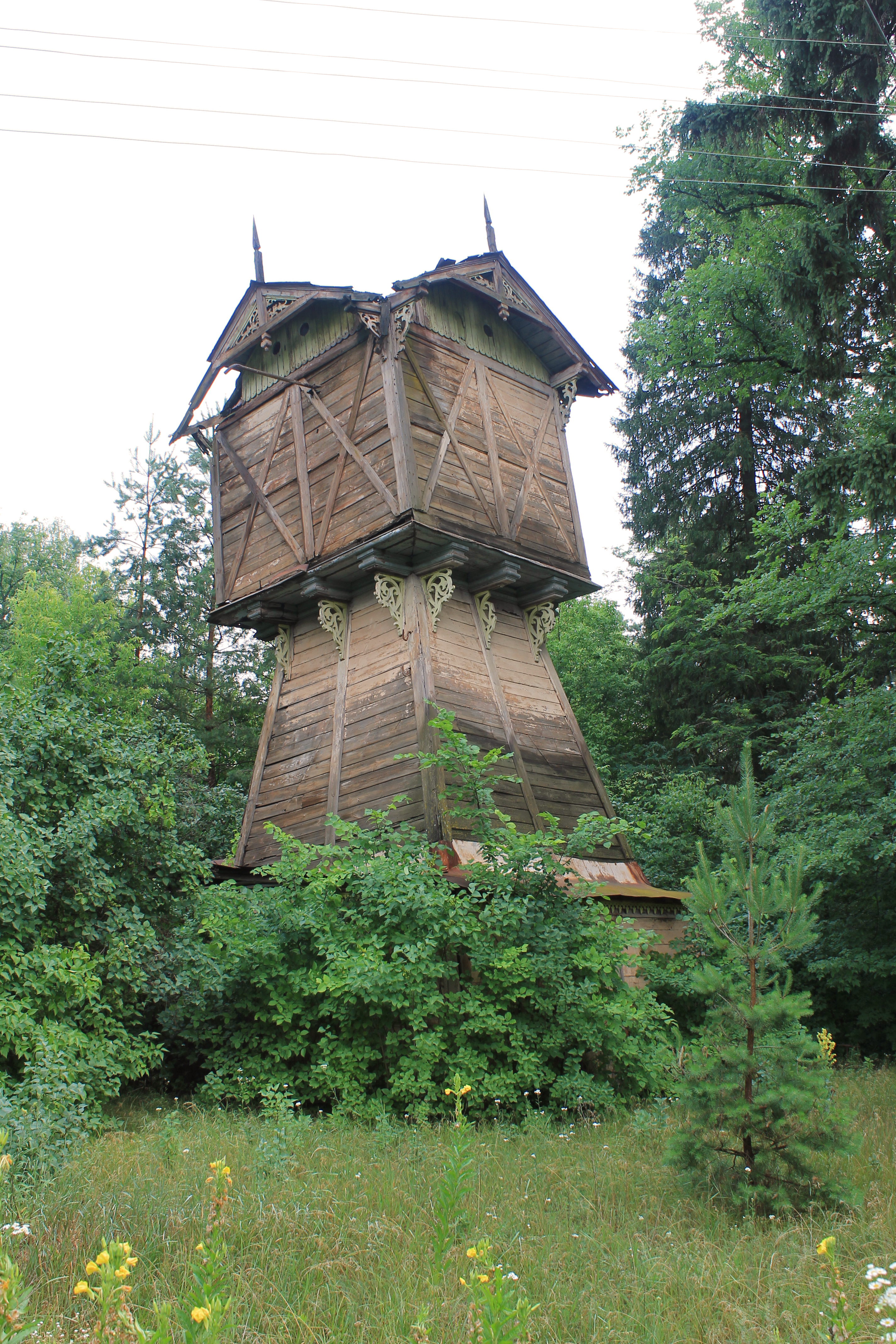
Wasserturm aus dem Jahr 1892

Das in der Mitte des 17. Jahrhunderts gegründete Dorf liegt am Ufer des Mertschyk (Мерчик), einem 43 km langen, linken Nebenfluss der Merla, 15 km östlich vom ehemaligen Rajonzentrum Krasnokutsk und 78 km westlich vom Oblastzentrum Charkiw.
Durch das Dorf verläuft die Territorialstraße T–21–06.
Am 12. Juni 2020 wurde das Dorf ein Teil der neugegründeten Siedlungsgemeinde Krasnokutsk, bis dahin bildete es zusammen mit dem Dorf Myrne (Мирне) sowie den Ansiedlungen Lisne (Лісне), Oleniwske (Оленівське), Pylnjanka (Пильнянка), Sorokowe (Сорокове) und Wolodymyriwka die gleichnamige Landratsgemeinde Murafa (Мурафська сільська рада/Murafska silska rada) im Osten des Rajons Krasnokutsk.
Am 17. Juli 2020 kam es im Zuge einer großen Rajonsreform zum Anschluss des Rajonsgebietes an den Rajon Bohoduchiw.